# Résolution 184 du Conseil de sécurité des Nations unies
Membres permanents
- Chine (Taïwan)
- États-Unis
- France
- Royaume-Uni
- URSS

Membres non permanents
- Brésil
- Ghana
- Maroc
- Norvège
- Philippines
- Venezuela

Résolution no 183 Résolution no 185
La Résolution 184 est une résolution du Conseil de sécurité de l'ONU votée le 16 décembre 1963 votée lors de la 1084e séance du Conseil de sécurité concernant le Zanzibar et qui recommande à l'Assemblée générale des Nations unies d'admettre ce pays comme nouveau membre.

## Vote
La résolution est approuvée à l'unanimité.

## Contexte historique
Le Zanzibar, en forme longue à sa création République populaire de Zanzibar, était un État indépendant issu de la décolonisation britannique du protectorat de Zanzibar le 10 décembre 1963, qui fut incorporé au Tanganyika le 26 avril 1964 en tant que Gouvernement révolutionnaire de Zanzibar pour former la Tanzanie actuelle. (issu de l'article Zanzibar). Peu de temps après son indépendance, le Zanzibar est admis aux Nations unies,.

## Texte
- Résolution 184 Sur fr.wikisource.org
- Résolution 184 Sur en.wikisource.org